# Thore Güldner
Thore Güldner (* 9. Dezember 1995 in Delmenhorst) ist ein deutscher Politiker (SPD). Seit November 2022 ist er Abgeordneter im Niedersächsischen Landtag.

## Leben
Thore Güldner studierte von 2014 bis 2019 Politikwissenschaft und Geschichte an der Universität Vechta. Zwischen 2017 und 2020 arbeitete Güldner beim Landtagsabgeordneten Deniz Kurku, wo er für Innen- und Verbraucherschutzpolitik zuständig war. Er war dann ab 2020 als wissenschaftlicher Mitarbeiter der Bundestagsabgeordneten Susanne Mittag tätig, hier war er zuständig für Innenpolitik und Pressearbeit.

## Partei und Politik
Güldner trat 2014 in die SPD ein. Seit 2016 gehört er dem Rat der Gemeinde Dötlingen an, ebenfalls wurde er 2016 in den Kreistag des Landkreises Oldenburg gewählt. Bei der Landtagswahl in Niedersachsen 2022 erhielt er ein Direktmandat im Landtagswahlkreis Oldenburg-Land.